# سينا (اليمن)
سينا وأحيانا تلفظ ساناو هي بلدة قديمة مهجورة في اليمن وتقع شرق وادي حضرموت. هذه القرية مختلفة عن العاصمة اليمنية صنعاء، وبلدة ساناو في عمان، وشبه جزيرة سيناء في مصر.
كانت سينا مدينة يهودية مزدهرة في ذلك الوقت من الإمبراطورية البابلية حوالي 500 قبل الميلاد ويعتقد أنه قد سيطر عليها الإسرائيليون الذين فروا من القدس إبان الغزو البابلي. عبروا الأردن إلى اليمن واعتبروها آمنة من البابليين. وفقا لعلماء المياه وبسبب الجفاف فإن السكان بنوا سدا للزراعة وعندما لا تتوافر المياه فإما أن يهاجر السكان أو يواجهون الموت جوعا.
الأنثروبولوجي البريطاني تيودور بارفيت المتخصص في الدراسات اليهودية يعتقد أن تابوت العهد بقي في المدينة لبعض الوقت قبل أن ينقل إلى أفريقيا حيث ترك اليهود سينا واستقروا على طول نهر ليمبوبو في زيمبابوي. كثيرا ما تذكر قرية سينا في تاريخ قبيلة ليمبا وقد وجدت الدراسات الوراثية في الآونة الأخيرة أنهم من نسل بني إسرائيل.